# Alvania lucasana
Alvania lucasana är en snäckart som först beskrevs av Baker, Hanna och Stong 1930.  Alvania lucasana ingår i släktet Alvania och familjen Rissoidae. Inga underarter finns listade i Catalogue of Life.